# K’an Joy Chitam I.

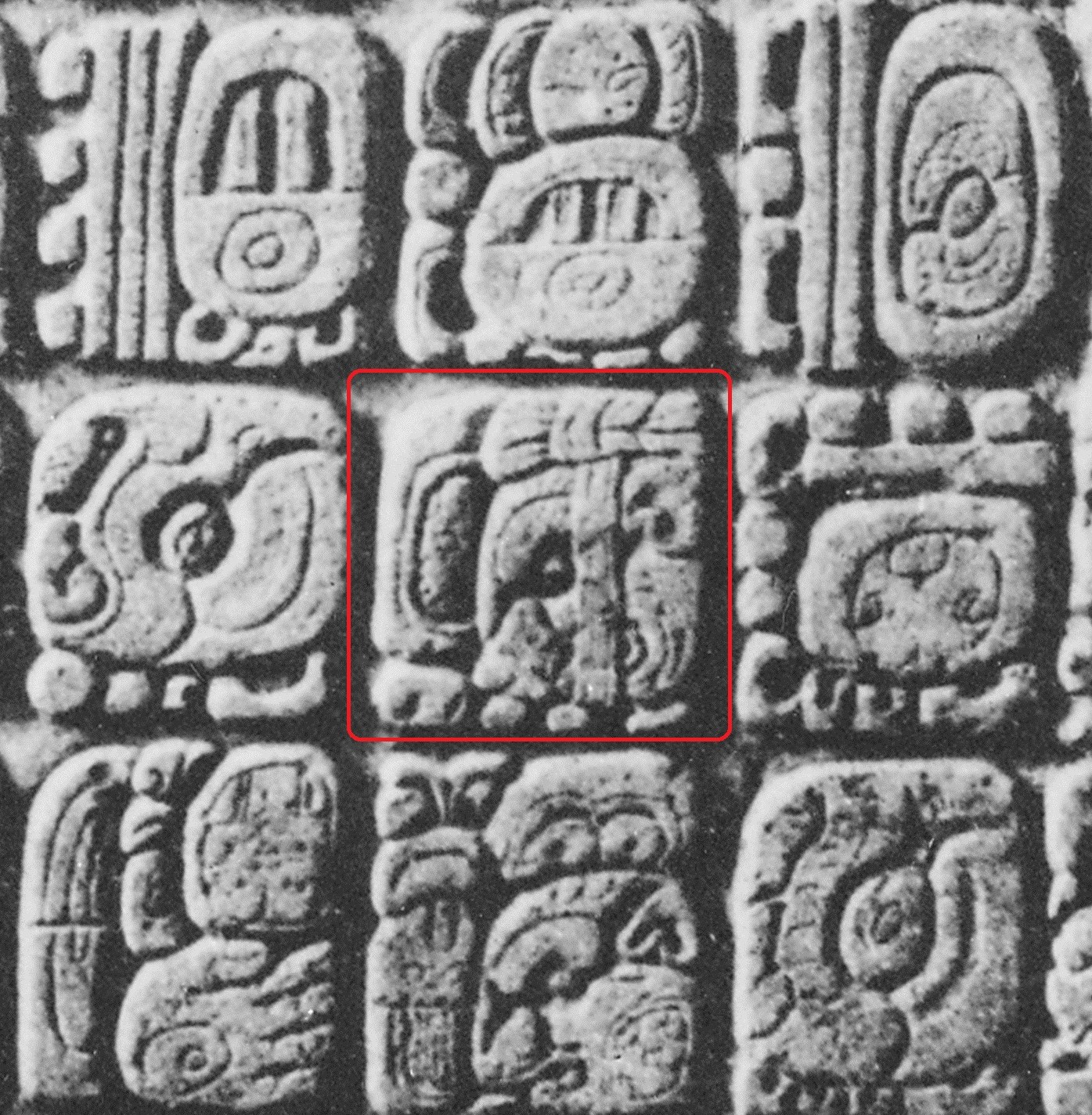
Name von K’an Joy Chitam I. auf einer Inschrift im Tempel des Kreuzes in Palenque

Umzeichnung der Namensnennung

K’an Joy Chitam I. (* 3. Mai 490; † 6. Februar 565) war ein Herrscher (Ajaw) der Maya-Stadt Palenque. Er regierte vom 6. Februar 529 bis zu seinem Tod.

## Herkunft und Familie
K’an Joy Chitam I. wurde am 3. Mai 490 (Lange Zählung 9.2.15.3.8, Kalenderrunde 12 Lamat 6 Wo) geboren. Sein familiäres Verhältnis zu seinem Amtsvorgänger Ahkal Mo’ Nahb I. ist bislang ungeklärt. Da dieser zum Zeitpunkt von K’an Joy Chitams Geburt erst 14 Jahre alt war, scheint es unwahrscheinlich, dass er sein Vater war. Ebenfalls unklar ist, ob seine beiden Nachfolger Ahkal Mo’ Nahb II. und Kan Bahlam I. seine Söhne waren.
Eine Inschrift aus dem Tempel der Sonne in Palenque nennt ein Ritual, an dem K’an Joy Chitam I. am 19. November 496 (9.3.1.15.0, 12 Ajaw 8 Keh) im Alter von 6 Jahren teilnahm. Obwohl der damalige Herrscher Butz’aj Sak Chiik bereits einige Jahre zuvor den Herrschaftssitz von der bislang nicht identifizierten Ortschaft Toktahn nach Palenque verlegt hatte, fand dieses Ritual noch in Toktahn statt. Der alte Herrschaftssitz hatte seine Bedeutung also nicht schlagartig verloren. Im Zuge dieses Rituals wurde K’an Joy Chitam I. in ein Amt eingeführt, dessen Bedeutung bislang aber unklar ist.

## Regierungszeit
Der Beginn der Herrschaft von K’an Joy Chitam I. scheint von schwierigen politischen Umständen begleitet worden zu sein. Sein Vorgänger Ahkal Mo’ Nahb I. starb am 1. Dezember 524. K’an Joy Chitam I. bestieg den Thron aber erst mehr als vier Jahre später, am 6. Februar 529 (9.4.14.10.4, 5 K’an 12 K’ayab). Sein Alter scheint hierfür kein ausschlaggebender Grund gewesen zu sein, denn er war bei Amtsantritt bereits 38 Jahre alt.
Aus seiner folgenden, über dreißig Jahre dauernden Regierungszeit sind allerdings kaum Ereignisse überliefert. Eine unter K’inich Ahkal Mo’ Nahb III. (678–nach 736) entstandene Inschrift aus Tempel XIX in Palenque nennt Feierlichkeiten zum Ende einer Kalenderperiode am 11. Februar 561 (9.6.7.0.0). Dies ist bislang das einzige Ereignis, über das genauere Beschreibungen vorliegen. Eine weitere, stark verwitterte Inschrift aus dem Tempel der Inschriften in Palenque nennt weitere Enden von Kalenderperioden, nämlich am 1. Juli 534 (9.5.0.0.0) und am 18. März 554 (9.6.0.0.0) sowie möglicherweise am 3. April 551 (9.5.17.0.0) und am 25. Januar 564 (9.6.10.0.0). Für den 11. März 552 (9.5.17.17.3) wird ein weiteres Ereignis genannt, der schlechte Zustand der Inschrift macht aber genauere Aussagen hierüber unmöglich.
K’an Joy Chitam I. starb am 6. Februar 565 (9.6.11.0.16, 7 Kib 4 K’ayab). Mit 74 Jahren erreichte er ein für die präkolumbische Zeit vergleichsweise hohes Alter. Sein Nachfolger Ahkal Mo’ Nahb II. bestieg den Thron 85 Tage später, am 2. Mai 565.